# Brzuchomówca (film 2002)
Brzuchomówca (ang. Dummy) – amerykański komediodramat z 2002 roku.

## Treść
Steven, trzydziestoletni wrażliwy mężczyzna, od dziecka marzył o tym, by zostać brzuchomówcą. Jest osobą chorobliwie nieśmiałą, niemogącą odnaleźć swojego miejsca w życiu. Nie znajduje też oparcia w zajmującej się swoimi sprawami rodzinie. Ma też problem ze znalezieniem przyjaciół, z wyjątkiem równie osobliwej jak on Fangory - wokalistki mało znanego rockowego zespołu. Pewnego dnia Steven rzuca dotychczasową, nudną pracę i postanawia spełnić swoje marzenie. Kupuje lalkę-partnera, przy pomocy którego stara się wyrażać własne myśli. Szukając nowej pracy, która byłaby związana z jego pasją, idzie do pośredniaka. Poznaje tam sympatyczną Lorenę, w której się zakochuje.

## Główne role
- Adrien Brody - Steven Schoichet
- Milla Jovovich - Fangora "Fanny" Gurkel
- Illeana Douglas - Heidi Schoichet
- Vera Farmiga - Lorena Fanchetti
- Jessica Walter - Fern Schoichet
- Ron Leibman - Lou Schoichet
- Jared Harris - Michael Foulicker
- Helen Hanft - Mrpani Gurkel